# سیارک ۵۵۸۸
سیارک ۵۵۸۸ (به انگلیسی: 5588 Jennabelle، نامگذاری:1990SW3) پنج هزار و پانصد و هشتاد و هشتمین سیارک کشف شده‌است که در ۲۳ سپتامبر ۱۹۹۰ کشف شد.
قدر مطلق سیارک برابر ۵۶.۲ است.